# Liste der Intelsat-Satelliten

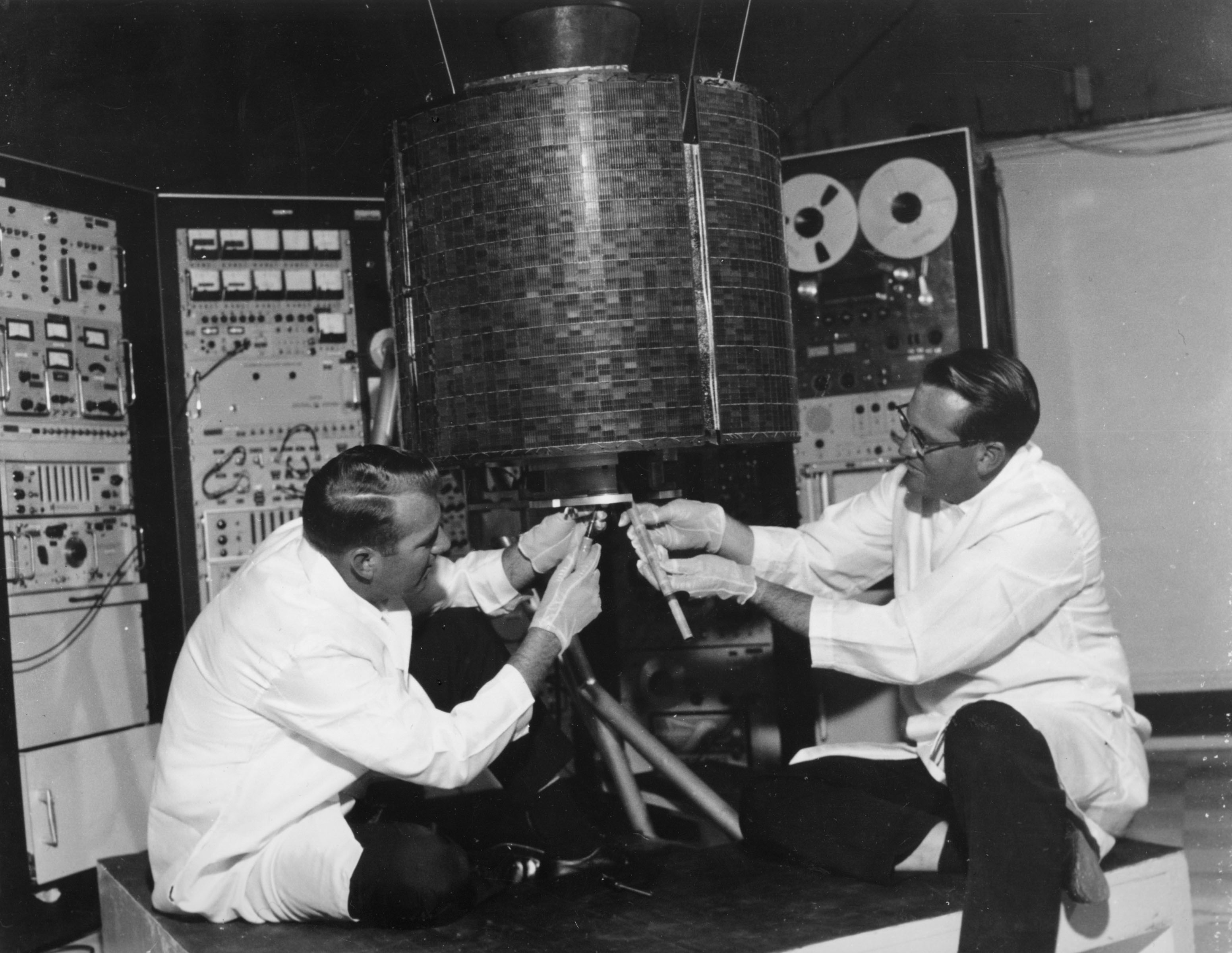
Intelsat I F-1, der erste kommerzielle geostationäre Kommunikationssatellit

Diese Liste enthält alle Satelliten der amerikanischen Firma Intelsat, die Übertragungskapazität für nationale und internationale Kommunikation, wie Sprach-, Datenübertragung, Internetanbindung und Fernsehübertragung mittels geostationärer Kommunikationssatelliten gegen Entgelt bereitstellt.

## Erklärung
- Satellit: Nennt die Bezeichnung des Satelliten.
- Startdatum (UTC): Gibt das Startdatum inklusive Startuhrzeit nach heute gültiger Weltzeit an.
- Trägerrakete: Bezeichnet den Raketentyp, der genutzt wurde.
- Startplatz: Nennt die Starteinrichtung und die Startrampe.
- Position: Nennt die geostationäre Position des Satelliten an, siehe auch geostationäre Umlaufbahn.
- Aktiv: Gibt an, ob der Satellit aktiv oder außer Betrieb ist.
- Anmerkungen: Gibt weitere Informationen über den Stand der Mission.

## Hauptbaureihen

### Erste Generation
| Satellit       | Startdatum (UTC)    | Trägerrakete    | Startplatz                 | Position        | Aktiv           | Anmerkungen                                                             |
| -------------- | ------------------- | --------------- | -------------------------- | --------------- | --------------- | ----------------------------------------------------------------------- |
| Intelsat I F-1 | 6. April 1965 23:47 | Delta-D         | Cape Canaveral AFS, LC-17A | 28° W           | nein            | Erster kommerzieller geostationärer Satellit, auch „Early Bird“ genannt |
| Intelsat I F-2 | Nicht gestartet     | Nicht gestartet | Nicht gestartet            | Nicht gestartet | Nicht gestartet | Nicht gestartet                                                         |

### Zweite Generation
| Satellit        | Startdatum (UTC)         | Trägerrakete | Startplatz                 | Position | Aktiv | Anmerkungen |
| --------------- | ------------------------ | ------------ | -------------------------- | -------- | ----- | --- |
| Intelsat II F-1 | 26. Oktober 1966 23:05   | Delta-E1     | Cape Canaveral AFS, LC-17B | N/A      | nein  | Da der Apogäumsmotor versagte, verblieb der auch „Blue Bird“ genannte Satellit im Geo-Transferorbit und sendete von dort aus |
| Intelsat II F-2 | 11. Januar 1967 10:55    | Delta-E1     | Cape Canaveral AFS, LC-17B |          | nein  | auch „Lani Bird“ genannt |
| Intelsat II F-3 | 23. März 1967 01:30      | Delta-E1     | Cape Canaveral AFS, LC-17B |          | nein  | auch „Canary Bird“ genannt                                                                                                   |
| Intelsat II F-4 | 28. September 1967 00:45 | Delta-E1     | Cape Canaveral AFS, LC-17B |          | nein  | |

### Dritte Generation
| Satellit         | Startdatum (UTC)         | Trägerrakete | Startplatz                 | Position | Aktiv | Anmerkungen                                    |
| ---------------- | ------------------------ | ------------ | -------------------------- | -------- | ----- | ---------------------------------------------- |
| Intelsat III F-1 | 19. September 1968 00:09 | Delta-M      | Cape Canaveral AFS, LC-17A |          | nein  | Fehlstart                                      |
| Intelsat III F-2 | 19. Dezember 1968 00:32  | Delta-M      | Cape Canaveral AFS, LC-17A |          | nein  | Im Einsatz für anderthalb Jahre                |
| Intelsat III F-3 | 6. Februar 1969 00:39    | Delta-M      | Cape Canaveral AFS, LC-17A |          | nein  | Im Einsatz für sieben Jahre                    |
| Intelsat III F-4 | 22. Juni 1969 02:00      | Delta-M      | Cape Canaveral AFS, LC-17A |          | nein  | Im Einsatz für drei Jahre                      |
| Intelsat III F-5 | 26. Juli 1969 02:06      | Delta-M      | Cape Canaveral AFS, LC-17A |          | nein  | Fehlstart durch Fehlfunktion der dritten Stufe |
| Intelsat III F-6 | 15. Januar 1970 00:16    | Delta-M      | Cape Canaveral AFS, LC-17A |          | nein  | Im Einsatz für zwei Jahre                      |
| Intelsat III F-7 | 23. April 1970 00:46     | Delta-M      | Cape Canaveral AFS, LC-17A |          | nein  | Im Einsatz für sechzehn Jahre                  |
| Intelsat III F-8 | 23. Juli 1970 23:23      | Delta-M      | Cape Canaveral AFS, LC-17A |          | nein  | Fehlstart durch Fehler im Apogäumsmotor        |

### Vierte Generation

#### Block 1
| Satellit        | Startdatum (UTC)        | Trägerrakete            | Startplatz                 | Position | Aktiv | Anmerkungen                                   |
| --------------- | ----------------------- | ----------------------- | -------------------------- | -------- | ----- | --------------------------------------------- |
| Intelsat IV F-1 | 21. Mai 1975 22:04      | Atlas-D SLV-3/Centaur-D | Cape Canaveral AFS, LC-36A |          | nein  |                                               |
| Intelsat IV F-2 | 26. Januar 1971 00:36   | Atlas-D SLV-3/Centaur-D | Cape Canaveral AFS, LC-36A |          | nein  |                                               |
| Intelsat IV F-3 | 20. Dezember 1971 01:10 | Atlas-D SLV-3/Centaur-D | Cape Canaveral AFS, LC-36A |          | nein  |                                               |
| Intelsat IV F-4 | 23. Januar 1972 00:12   | Atlas-D SLV-3/Centaur-D | Cape Canaveral AFS, LC-36B |          | nein  |                                               |
| Intelsat IV F-5 | 13. Juni 1972 21:53     | Atlas-D SLV-3/Centaur-D | Cape Canaveral AFS, LC-36B |          | nein  |                                               |
| Intelsat IV F-6 | 20. Februar 1975 23:35  | Atlas-D SLV-3/Centaur-D | Cape Canaveral AFS, LC-36A |          | nein  | Fehlstart durch Fehler im elektrischen System |
| Intelsat IV F-7 | 23. August 1973 22:57   | Atlas-D SLV-3/Centaur-D | Cape Canaveral AFS, LC-36A |          | nein  |                                               |
| Intelsat IV F-8 | 21. November 1974 23:43 | Atlas-D SLV-3/Centaur-D | Cape Canaveral AFS, LC-36B |          | nein  |                                               |

#### Block 2
| Satellit         | Startdatum (UTC)         | Trägerrakete            | Startplatz                 | Position | Aktiv | Anmerkungen                          |
| ---------------- | ------------------------ | ----------------------- | -------------------------- | -------- | ----- | ------------------------------------ |
| Intelsat IVA F-1 | 26. September 1975 00:17 | Atlas-D SLV-3/Centaur-D | Cape Canaveral AFS, LC-36B |          | nein  |                                      |
| Intelsat IVA F-2 | 29. Januar 1976 23:56    | Atlas-D SLV-3/Centaur-D | Cape Canaveral AFS, LC-36B |          | nein  |                                      |
| Intelsat IVA F-3 | 7. Januar 1978 00:15     | Atlas-D SLV-3/Centaur-D | Cape Canaveral AFS, LC-36B |          | nein  |                                      |
| Intelsat IVA F-4 | 26. Mai 1977 21:47       | Atlas-D SLV-3/Centaur-D | Cape Canaveral AFS, LC-36A |          | nein  |                                      |
| Intelsat IVA F-5 | 30. September 1977 01:02 | Atlas-D SLV-3/Centaur-D | Cape Canaveral AFS, LC-36A |          | nein  | Fehlstart durch Leck im Gasgenerator |
| Intelsat IVA F-6 | 31. März 1978 23:36      | Atlas-D SLV-3/Centaur-D | Cape Canaveral AFS, LC-36B |          | nein  |                                      |

### Fünfte Generation

#### Block 1
| Satellit       | Startdatum (UTC)         | Trägerrakete            | Startplatz                     | Position | Aktiv | Anmerkungen                             |
| -------------- | ------------------------ | ----------------------- | ------------------------------ | -------- | ----- | --------------------------------------- |
| Intelsat V F-1 | 23. Mai 1981 22:42       | Atlas-D SLV-3/Centaur-D | Cape Canaveral AFS, LC-36B     |          | nein  |                                         |
| Intelsat V F-2 | 6. Dezember 1980 23:31   | Atlas-D SLV-3/Centaur-D | Cape Canaveral AFS, LC-36B     |          | nein  |                                         |
| Intelsat V F-3 | 15. Dezember 1981 23:35  | Atlas-D SLV-3/Centaur-D | Cape Canaveral AFS, LC-36B     |          | nein  |                                         |
| Intelsat V F-4 | 5. März 1982 00:23       | Atlas-D SLV-3/Centaur-D | Cape Canaveral AFS, LC-36A     |          | nein  |                                         |
| Intelsat V F-5 | 28. September 1982 23:17 | Atlas-D SLV-3/Centaur-D | Cape Canaveral AFS, LC-36B     |          | nein  |                                         |
| Intelsat V F-6 | 19. Mai 1983 22:26       | Atlas-D SLV-3/Centaur-D | Cape Canaveral AFS, LC-36A     |          | nein  |                                         |
| Intelsat V F-7 | 19. Oktober 1983 00:45   | Ariane 1                | Centre Spatial Guyanais, ELA-1 |          | nein  |                                         |
| Intelsat V F-8 | 5. März 1984 00:50       | Ariane 1                | Centre Spatial Guyanais, ELA-1 |          | nein  |                                         |
| Intelsat V F-9 | 9. Juni 1984 23:03       | Atlas-G/Centaur-D       | Cape Canaveral AFS, LC-36B     |          | nein  | Fehlstart durch Fehler in der Oberstufe |

#### Block 2
| Satellit         | Startdatum (UTC)         | Trägerrakete      | Startplatz                     | Position | Aktiv | Anmerkungen                                                                   |
| ---------------- | ------------------------ | ----------------- | ------------------------------ | -------- | ----- | ----------------------------------------------------------------------------- |
| Intelsat VA F-10 | 22. März 1985 23:55      | Atlas-G/Centaur-D | Cape Canaveral AFS, LC-36B     |          | nein  |                                                                               |
| Intelsat VA F-11 | 30. Juni 1985 00:44      | Atlas-G/Centaur-D | Cape Canaveral AFS, LC-36B     |          | nein  |                                                                               |
| Intelsat VA F-12 | 28. September 1985 23:17 | Atlas-G/Centaur-D | Cape Canaveral AFS, LC-36B     |          | nein  |                                                                               |
| Intelsat VA F-13 | 17. Mai 1988 23:58       | Ariane 2          | Centre Spatial Guyanais, ELA-1 |          | nein  | von New Skies als NSS-513 übernommen                                          |
| Intelsat VA F-14 | 31. Mai 1986 00:53       | Ariane 2          | Centre Spatial Guyanais, ELA-1 |          | nein  | Fehlstart, da Drittstufe nicht zündete                                        |
| Intelsat VA F-15 | 27. Januar 1989 01:21    | Ariane 2          | Centre Spatial Guyanais, ELA-1 |          | nein  | verkauft, von Columbia Communications Corporation als Columbia 515 übernommen |

### Sechste Generation
| Satellit                       | Startdatum (UTC)       | Trägerrakete         | Startplatz                     | Position | Aktiv | Anmerkungen                                                                               |
| ------------------------------ | ---------------------- | -------------------- | ------------------------------ | -------- | ----- | ----------------------------------------------------------------------------------------- |
| Intelsat VI F-1                | 29. Oktober 1991 23:08 | Ariane 44L           | Centre Spatial Guyanais, ELA-2 |          | nein  |                                                                                           |
| Intelsat VI F-2                | 17. Oktober 1989 23:05 | Ariane 44L           | Centre Spatial Guyanais, ELA-2 |          | nein  |                                                                                           |
| Intelsat VI F-3 (Intelsat 603) | 14. März 1990 11:52    | Commercial Titan III | Cape Canaveral AFS, LC-40      |          | nein  | Fehlstart, nach Anbringen einer neuen Transferstufe Position im GEO erreicht siehe STS-49 |
| Intelsat VI F-4                | 23. Juni 1990 11:19    | Commercial Titan III | Cape Canaveral AFS, LC-40      |          | nein  |                                                                                           |
| Intelsat VI F-5                | 14. August 1991 23:15  | Ariane 44L           | Centre Spatial Guyanais, ELA-2 |          | nein  |                                                                                           |

### Siebte Generation
| Satellit     | Startdatum (UTC)       | Trägerrakete     | Startplatz                     | Position | Aktiv | Anmerkungen                                                                        |
| ------------ | ---------------------- | ---------------- | ------------------------------ | -------- | ----- | ---------------------------------------------------------------------------------- |
| Intelsat 701 | 22. Oktober 1993 06:46 | Ariane 44LP      | Centre Spatial Guyanais, ELA-2 |          | nein  |                                                                                    |
| Intelsat 702 | 17. Juni 1994 07:07    | Ariane 44LP      | Centre Spatial Guyanais, ELA-2 |          | nein  |                                                                                    |
| Intelsat 703 | 6. Oktober 1994 06:35  | Atlas IIAS       | Cape Canaveral AFS, LC-36B     |          | nein  | von New Skies als NSS-703 übernommen                                               |
| Intelsat 704 | 10. Januar 1995 06:18  | Atlas IIAS       | Cape Canaveral AFS, LC-36B     |          | nein  |                                                                                    |
| Intelsat 705 | 22. März 1995 06:18    | Atlas IIAS       | Cape Canaveral AFS, LC-36B     |          | nein  |                                                                                    |
| Intelsat 706 | 17. Mai 1995 06:34     | Ariane 44LP      | Centre Spatial Guyanais, ELA-2 |          | nein  |                                                                                    |
| Intelsat 707 | 14. März 1996 07:11    | Ariane 44LP      | Centre Spatial Guyanais, ELA-2 |          | nein  |                                                                                    |
| Intelsat 708 | 14. Februar 1996 19:01 | Langer Marsch 3B | Kosmodrom Xichang, LA-2        |          | nein  | Fehlstart, da die Trägerrakete zwei Sekunden nach dem Start außer Kontrolle geriet |
| Intelsat 709 | 15. Juni 1996 06:55    | Ariane 44LP      | Centre Spatial Guyanais, ELA-2 |          | nein  |                                                                                    |

### Achte Generation
| Satellit     | Startdatum (UTC)         | Trägerrakete | Startplatz                     | Position | Aktiv | Anmerkungen                                                  |
| ------------ | ------------------------ | ------------ | ------------------------------ | -------- | ----- | ------------------------------------------------------------ |
| Intelsat 801 | 1. März 1997 01:07       | Ariane 44P   | Centre Spatial Guyanais, ELA-2 | 125,5° E | nein  |                                                              |
| Intelsat 802 | 25. Juni 1997 23:44      | Ariane 44P   | Centre Spatial Guyanais, ELA-2 | 26° W    | nein  |                                                              |
| Intelsat 803 | 23. September 1997 23:58 | Ariane 42L   | Centre Spatial Guyanais, ELA-2 | 50,4° E  | nein  | verkauft, von New Skies als NSS-803, später NSS-5 übernommen |
| Intelsat 804 | 22. Dezember 1997 00:16  | Ariane 42L   | Centre Spatial Guyanais, ELA-2 |          | nein  | Ausfall am 15. Januar 2005                                   |
| Intelsat 805 | 18. Juni 1998 22:48      | Atlas IIAS   | Cape Canaveral AFS, SLC-36A    | 55,5° W  | nein  |                                                              |
| Intelsat 806 | 28. Februar 1998 00:21   | Atlas IIAS   | Cape Canaveral AFS, SLC-36B    | 91,6° W  | nein  | verkauft, von New Skies als NSS-806 übernommen               |

### Neunte Generation
| Satellit     | Startdatum (UTC)        | Trägerrakete      | Startplatz                     | Position | Aktiv | Anmerkungen |
| ------------ | ----------------------- | ----------------- | ------------------------------ | -------- | ----- | ----------- |
| Intelsat 901 | 9. Juni 2001 06:46      | Ariane 44L        | Centre Spatial Guyanais, ELA-2 | 18° E    | ja    |             |
| Intelsat 902 | 30. August 2001 06:46   | Ariane 44L        | Centre Spatial Guyanais, ELA-2 | 62° E    | nein  |             |
| Intelsat 903 | 30. März 2002 17:25     | Proton-K/Blok-DM3 | Kosmodrom Baikonur, 81/24      | 34,5° W  | nein  |             |
| Intelsat 904 | 23. Februar 2002 06:59  | Ariane 44L        | Centre Spatial Guyanais, ELA-2 | 60° E    | nein  |             |
| Intelsat 905 | 5. Juni 2002 06:44      | Ariane 44L        | Centre Spatial Guyanais, ELA-2 | 24,5° W  | teils |             |
| Intelsat 906 | 6. September 2002 06:44 | Ariane 44L        | Centre Spatial Guyanais, ELA-2 | 64° E    | teils |             |
| Intelsat 907 | 15. Februar 2003 07:00  | Ariane 44L        | Centre Spatial Guyanais, ELA-2 | 27,5° W  | nein  |             |

### Zehnte Generation
| Satellit       | Startdatum (UTC)    | Trägerrakete    | Startplatz                 | Position        | Aktiv           | Anmerkungen     |
| -------------- | ------------------- | --------------- | -------------------------- | --------------- | --------------- | --------------- |
| Intelsat 10-01 | Nicht gestartet     | Nicht gestartet | Nicht gestartet            | Nicht gestartet | Nicht gestartet | Nicht gestartet |
| Intelsat 10-02 | 16. Juni 2004 22:27 | Proton-M/Bris-M | Kosmodrom Baikonur, 200/39 | 1° W            | ja              |                 |

### Weitere Satelliten
| Satellit     | Startdatum (UTC)         | Trägerrakete      | Startplatz                     | Position | Aktiv     | Anmerkungen |
| ------------ | ------------------------ | ----------------- | ------------------------------ | -------- | --------- | --- |
| Intelsat 1R  | 16. November 2000 01:07  | Ariane 44LP       | Centre Spatial Guyanais, ELA-2 | 45° W    | nein      | ex PAS-1R von PanAmSat |
| Intelsat 1W  | 29. Oktober 2009 20:00   | Ariane 5 ECA      | Centre Spatial Guyanais, ELA-3 | 0,8° W   | ja        | Angemietete Nutzlast auf Thor 6 |
| Intelsat 2   | 8. Juli 1994 23:05       | Ariane 44L        | Centre Spatial Guyanais, ELA-2 | 174° E   | nein      | ex PAS-2 von PanAmSat |
| Intelsat 3R  | 12. Januar 1996 23:10    | Ariane 44L        | Centre Spatial Guyanais, ELA-2 | 43° W    | nein      | ex PAS-3R von PanAmSat |
| Intelsat 4   | 3. August 1996 22:58     | Ariane 42L        | Centre Spatial Guyanais, ELA-2 | 72° E    | nein      | ex PAS-4 von PanAmSat |
| Intelsat 5   | 28. August 1997 00:33    | Proton-K/Blok-DM3 | Kosmodrom Baikonur, 81/24      | 157° E   | nein      | ex PAS-5 von PanAmSat, zeitweise an Arabsat als Arabsat 2C und Badr-C verleast, schwache Batterien begrenzten die Übertragungskapazität auf 50 %. |
| Intelsat 6B  | 22. Dezember 1998 01:08  | Ariane 42L        | Centre Spatial Guyanais, ELA-2 | 107° E   | nein      | ex PAS-6 von PanAmSat, XIPS Fehler 2003 |
| Intelsat 7   | 16. September 1998 06:31 | Ariane 44LP       | Centre Spatial Guyanais, ELA-2 | 115° W   | nein      | ex PAS-7 von PanAmSat, Fehlfunktionen im Energieversorgungssystem                                                                                 |
| Intelsat 8   | 4. November 1998 05:12   | Proton-K/Blok-DM3 | Kosmodrom Baikonur, 81/24      | 105° W   | nein      | ex PAS-8 von PanAmSat übernommen |
| Intelsat 9   | 28. Juli 2000 22:42      | Zenit-3SL         | Sea-Launch-Plattform Odyssey   | 50° W    | ja        | ex PAS-9 von PanAmSat übernommen |
| Intelsat 10  | 15. Mai 2001 01:11       | Proton-K/Blok-DM3 | Kosmodrom Baikonur, 81/24      | 177,9° E | nein      | ex PAS-10 von PanAmSat übernommen |
| Intelsat 11  | 5. Oktober 2007 22:02    | Ariane 5GS        | Centre Spatial Guyanais, ELA-3 | 43° W    | ja        | ex PAS-11 von PanAmSat übernommen |
| Intelsat 12  | 29. Oktober 2000 05:59   | Ariane 44LP       | Centre Spatial Guyanais, ELA-2 | 64,2° E  | nein      | ex Europe*Star 1 oder Loral Skynet, PAS-12 von PanAmSat übernommen                                                                                |
| Intelsat 14  | 23. November 2009 06:55  | Atlas V (431)     | Cape Canaveral AFS, SLC-41     | 45° W    | ja        | |
| Intelsat 15  | 30. November 2009 21:00  | Zenit-3SLB        | Kosmodrom Baikonur, 45/1       | 85,1° E  | ja        | |
| Intelsat 16  | 12. Februar 2010 00:39   | Proton-M/Bris-M   | Kosmodrom Baikonur, 200/39     | 76,2° W  | ja        | ex PAS-11R von PanAmSat |
| Intelsat 17  | 26. November 2010 18:39  | Ariane 5 ECA      | Centre Spatial Guyanais, ELA-3 | 66° E    | ja        | |
| Intelsat 18  | 5. Oktober 2011 21:00    | Zenit-3SLB        | Kosmodrom Baikonur, 45/1       | 180° W   | ja        | |
| Intelsat 19  | 1. Juni 2012 05:23       | Zenit-3SL         | Sea-Launch-Plattform Odyssey   | 166° E   | ja        | |
| Intelsat 20  | 2. August 2012 20:54     | Ariane 5 ECA      | Centre Spatial Guyanais, ELA-3 | 68,5° E  | ja        | |
| Intelsat 21  | 19. August 2012 06:56    | Zenit-3SL         | Sea-Launch-Plattform Odyssey   | 58° W    | ja        | |
| Intelsat 22  | 25. März 2012 12:10      | Proton-M/Bris-M   | Kosmodrom Baikonur, 200/39     | 72,1° E  | ja        | |
| Intelsat 23  | 14. Oktober 2012 08:37   | Proton-M/Bris-M   | Kosmodrom Baikonur, 81/24      | 53° W    | ja        | |
| Intelsat 24  | 16. Mai 1996 01:56       | Ariane 44L        | Centre Spatial Guyanais, ELA-2 | 47,3° E  | nein      | ex Amos 1 von Space-Communication Ltd |
| Intelsat 25  | 7. Juli 2008 21:47       | Ariane 5 ECA      | Centre Spatial Guyanais, ELA-3 | 31,5° W  | ja        | früher Chinasat 8 und ProtoStar 1 |
| Intelsat 26  | 17. Februar 1997 01:42   | Atlas IIAS        | Cape Canaveral AFS, LC-36B     | 124° E   | ja        | ex JCSat 4 (JCSat R) |
| Intelsat 27  | 1. Februar 2013 06:56    | Zenit-3SL         | Sea-Launch-Plattform Odyssey   | 55,5° W  | nein      | Fehlstart |
| Intelsat 28  | 22. April 2011 21:37     | Ariane 5 ECA      | Centre Spatial Guyanais, ELA-3 | 32,8° E  | ja        | als New Dawn gestartet, später umbenannt |
| Intelsat 29e | 27. Januar 2016 23:20    | Ariane 5 ECA      | Centre Spatial Guyanais, ELA-3 | 50° W    | nein      | EpicNG-Programm |
| Intelsat 30  | 16. Oktober 2014 21:43   | Ariane 5 ECA      | Centre Spatial Guyanais, ELA-3 | 95° W    | ja        | |
| Intelsat 31  | 9. Juni 2016 07:10       | Proton-M/Bris-M   | Kosmodrom Baikonur, 81/24      | 132° W   | ja        | |
| Intelsat 32e | 14. Februar 2017 21:39   | Ariane 5 ECA      | Centre Spatial Guyanais, ELA-3 | 43° W    | ja        | EpicNG-Programm |
| Intelsat 33e | 24. August 2016 22:17    | Ariane 5 ECA      | Centre Spatial Guyanais, ELA-3 | 60° E    | nein      | EpicNG-Programm, am 19. Oktober 2024 zerbrochen                                                                                                   |
| Intelsat 34  | 20. August 2015 20:34    | Ariane 5 ECA      | Centre Spatial Guyanais, ELA-3 | 55,5° W  | ja        | |
| Intelsat 35e | 5. Juli 2017 23:38       | Falcon 9 Block 3  | Kennedy Space Center, LC-39A   | 34,5° W  | ja        | EpicNG-Programm |
| Intelsat 36  | 24. August 2016 22:17    | Ariane 5 ECA      | Centre Spatial Guyanais, ELA-3 | 68,5° E  | ja        | |
| Intelsat 37e | 29. September 2017 21:56 | Ariane 5 ECA      | Centre Spatial Guyanais, ELA-3 | 18° W    | ja        | EpicNG-Programm |
| Intelsat 38  | 25. September 2018 22:38 | Ariane 5 ECA      | Centre Spatial Guyanais, ELA-3 | 45° E    | ja        | in Zusammenarbeit mit Azercosmos |
| Intelsat 39  | 6. August 2019 23:23     | Ariane 5 ECA+     | Centre Spatial Guyanais, ELA-3 | 62° E    | ja        | |
| Intelsat 40e | 7. April 2023 04:30      | Falcon 9 Block 5  | Cape Canaveral SFS, SLC-40     | 91° W    | ja        | EpicNG-Programm, hat die NASA-Forschungsnutzlast TEMPO an Bord                                                                                    |
| Intelsat 46  | 7. Februar 2023 01:32    | Falcon 9 Block 5  | Cape Canaveral SFS, SLC-40     | 61° W    | Testphase | gemietete Funkkapazitäten auf Amazonas Nexus |

## Andere Satelliten

### Galaxy (Intelsat Americas)
| Satellit   | Startdatum (UTC)         | Trägerrakete       | Startplatz                     | Position           | Aktiv              | Anmerkungen                                                                                  |
| ---------- | ------------------------ | ------------------ | ------------------------------ | ------------------ | ------------------ | -------------------------------------------------------------------------------------------- |
| Galaxy 3C  | 15. Juni 2002 22:39      | Zenit-3SL          | Sea-Launch-Plattform Odyssey   | 95,1° W            | ja                 | ex PAS-9, Galaxy 13 von PanAmSat                                                             |
| Galaxy 4R  | 19. April 2000 00:29     | Ariane 44L         | Centre Spatial Guyanais, ELA-2 | 48,2° W            | nein               | XIPS-Fehlfunktion im April 2009                                                              |
| Galaxy 9   | 24. Mai 1996 01:09       | Delta II 7925      | Cape Canaveral AFS, LC-17B     | 166,8° E           | nein               |                                                                                              |
| Galaxy 10R | 25. Januar 2000 01:04    | Ariane 44L         | Centre Spatial Guyanais, ELA-2 | 4,6° W             | nein               | XIPS Fehlfunktion im Mai 2008                                                                |
| Galaxy 11  | 22. Dezember 1999 00:50  | Ariane 44L         | Centre Spatial Guyanais, ELA-2 | 93,1° W            | nein               | reduzierte Leistung durch beschlagene Solarkollektoren                                       |
| Galaxy 12  | 9. April 2003 22:52      | Ariane 5G          | Centre Spatial Guyanais, ELA-3 | 129° W             | ja                 |                                                                                              |
| Galaxy 13  | → Siehe Horizons 1       | → Siehe Horizons 1 | → Siehe Horizons 1             | → Siehe Horizons 1 | → Siehe Horizons 1 | → Siehe Horizons 1                                                                           |
| Galaxy 14  | 13. August 2005 23:28    | Sojus-FG/Fregat    | Kosmodrom Baikonur, 31/6       | 32,9° E            | ja                 | ex Galaxy 5R                                                                                 |
| Galaxy 15  | 13. Oktober 2005 22:32   | Ariane 5GS         | Centre Spatial Guyanais, ELA-3 | 133° W             | ja                 | ex Galaxy 1RR                                                                                |
| Galaxy 16  | 18. Juni 2006 07:50      | Zenit-3SL          | Sea-Launch-Plattform Odyssey   | 99° W              | ja                 |                                                                                              |
| Galaxy 17  | 4. Mai 2007 22:29        | Ariane 5 ECA       | Centre Spatial Guyanais, ELA-3 | 91° W              | ja                 |                                                                                              |
| Galaxy 18  | 21. Mai 2008 09:43       | Zenit-3SL          | Sea-Launch-Plattform Odyssey   | 123° W             | ja                 |                                                                                              |
| Galaxy 19  | 24. September 2008 09:28 | Zenit-3SL          | Sea-Launch-Plattform Odyssey   | 97° W              | ja                 | ex Intelsat Americas 9                                                                       |
| Galaxy 23  | 8. August 2003 03:31     | Zenit-3SL          | Sea-Launch-Plattform Odyssey   | 121° W             | ja                 | Sekundärnutzlast von EchoStar 9, ex Telstar 13 von Loral Skynet, später Intelsat Americas 13 |
| Galaxy 25  | 24. Mai 1997 17:00       | Proton-K/Blok-DM4  | Kosmodrom Baikonur, 81/24      | 52,1° E            | nein               | ex Telstar 5 von Loral Skynet als Intelsat Americas 5 übernommen                             |
| Galaxy 26  | 15. Februar 1999 05:12   | Proton-K/Blok-DM3  | Kosmodrom Baikonur, 81/24      | 118° W             | nein               | ex Telstar 6 von Loral Skynet als Intelsat Americas 6 übernommen                             |
| Galaxy 27  | 25. September 1999 06:29 | Ariane 44LP        | Centre Spatial Guyanais, ELA-2 | 138,5° E           | nein               | ex Telstar 7 von Loral Skynet als Intelsat Americas 7 übernommen                             |
| Galaxy 28  | 23. Juni 2005 14:03      | Zenit-3SL          | Sea-Launch-Plattform Odyssey   | 89° W              | ja                 | ex Telstar 8 von Loral Skynet als Intelsat Americas 8 übernommen                             |
| Galaxy 30  | 15. August 2020 22:04    | Ariane 5 ECA+      | Centre Spatial Guyanais, ELA-3 | 125° W             | ja                 |                                                                                              |
| Galaxy 31  | 12. November 2022 16:06  | Falcon 9 Block 5   | Cape Canaveral SFS, SLC-40     | 121° W             | ja                 | Teil des 5G-Ausbaus der Intelsat                                                             |
| Galaxy 32  | 12. November 2022 16:06  | Falcon 9 Block 5   | Cape Canaveral SFS, SLC-40     | 91° W              | ja                 | Teil des 5G-Ausbaus der Intelsat                                                             |
| Galaxy 33  | 8. Oktober 2022 23:05    | Falcon 9 Block 5   | Cape Canaveral SFS, SLC-40     | 133° W             | ja                 | Teil des 5G-Ausbaus der Intelsat                                                             |
| Galaxy 34  | 8. Oktober 2022 23:05    | Falcon 9 Block 5   | Cape Canaveral SFS, SLC-40     | 129° W             | ja                 | Teil des 5G-Ausbaus der Intelsat                                                             |
| Galaxy 35  | 13. Dezember 2022 20:30  | Ariane 5 ECA+      | Centre Spatial Guyanais, ELA-3 | 95° W              | ja                 | Teil des 5G-Ausbaus der Intelsat                                                             |
| Galaxy 36  | 13. Dezember 2022 20:30  | Ariane 5 ECA+      | Centre Spatial Guyanais, ELA-3 | 89° W              | ja                 | Teil des 5G-Ausbaus der Intelsat                                                             |
| Galaxy 37  | 3. August 2023 05:00     | Falcon 9 Block 5   | Cape Canaveral SFS, SLC-40     | 127° W             | ja                 | Teil des 5G-Ausbaus der Intelsat                                                             |

### Horizons
Die Horizons-Satelliten gehören der Horizons Satellite LLC, einer Tochtergesellschaft der Intelsat in Kooperation mit der JSAT Corporation.
| Satellit    | Startdatum (UTC)         | Trägerrakete     | Startplatz                     | Position | Aktiv | Anmerkungen                                                      |
| ----------- | ------------------------ | ---------------- | ------------------------------ | -------- | ----- | ---------------------------------------------------------------- |
| Horizons 1  | 1. Oktober 2003 04:02    | Zenit-3SL        | Sea-Launch-Plattform Odyssey   | 150° W   | ja    | auch als Galaxy 13 bezeichnet                                    |
| Horizons 2  | 21. Dezember 2007 21:41  | Ariane 5GS       | Centre Spatial Guyanais, ELA-3 | 84,8° E  | ja    |                                                                  |
| Horizons 3e | 25. September 2018 22:38 | Ariane 5 ECA     | Centre Spatial Guyanais, ELA-3 | 169° E   | ja    |                                                                  |
| Horizons 4  | 3. August 2023 05:00     | Falcon 9 Block 5 | Cape Canaveral SFS, SLC-40     | 127° W   | ja    | Nutzlast an Bord von Galaxy 37, Teil des 5G-Ausbaus der Intelsat |

### Intelsat APR
Intelsat-Bezeichnung für Satelliten anderer Firmen, von denen Übertragungskapazität geleast wurde.
| Satellit       | Startdatum (UTC)    | Trägerrakete        | Startplatz                     | Position            | Aktiv               | Anmerkungen                                                |
| -------------- | ------------------- | ------------------- | ------------------------------ | ------------------- | ------------------- | ---------------------------------------------------------- |
| Intelsat APR-1 | 18. Juli 1998 09:20 | Langer Marsch 3B    | Kosmodrom Xichang, LA-2        | 150° W              | nein                | geleaste Übertragungskapazität auf Sinosat-1 (heute PSN-5) |
| Intelsat APR-2 | 2. April 1999 22:03 | Ariane 42P          | Centre Spatial Guyanais, ELA-2 | 141° W              | nein                | geleaste Übertragungskapazität auf Insat-2E                |
| Intelsat APR-3 | siehe Intelsat K-TV | siehe Intelsat K-TV | siehe Intelsat K-TV            | siehe Intelsat K-TV | siehe Intelsat K-TV | siehe Intelsat K-TV                                        |

### Intelsat K
| Satellit      | Startdatum (UTC) | Trägerrakete | Startplatz | Position | Aktiv | Anmerkungen |
| ------------- | --- | --- | --- | --- | --- | --- |
| Intelsat K    | 10. Juni 1992 00:00 | Atlas IIA | Cape Canaveral, LC-36B | 21,5° W | nein | verkauft, ex Satcom K4 von GE Americom zu New Skies als NSS-K übernommen |
| Intelsat K-TV | Nicht gestartet, von New Skies als NSS-K-TV, NSS-6 übernommen, dann von Sinosat als Sinosat-1B bezeichnet, Übertragungskapazität von Intelsat als APR-3 zurück geleast, später von Hellas Sat als Hellas Sat 2 vor dem Start 2003 übernommen | Nicht gestartet, von New Skies als NSS-K-TV, NSS-6 übernommen, dann von Sinosat als Sinosat-1B bezeichnet, Übertragungskapazität von Intelsat als APR-3 zurück geleast, später von Hellas Sat als Hellas Sat 2 vor dem Start 2003 übernommen | Nicht gestartet, von New Skies als NSS-K-TV, NSS-6 übernommen, dann von Sinosat als Sinosat-1B bezeichnet, Übertragungskapazität von Intelsat als APR-3 zurück geleast, später von Hellas Sat als Hellas Sat 2 vor dem Start 2003 übernommen | Nicht gestartet, von New Skies als NSS-K-TV, NSS-6 übernommen, dann von Sinosat als Sinosat-1B bezeichnet, Übertragungskapazität von Intelsat als APR-3 zurück geleast, später von Hellas Sat als Hellas Sat 2 vor dem Start 2003 übernommen | Nicht gestartet, von New Skies als NSS-K-TV, NSS-6 übernommen, dann von Sinosat als Sinosat-1B bezeichnet, Übertragungskapazität von Intelsat als APR-3 zurück geleast, später von Hellas Sat als Hellas Sat 2 vor dem Start 2003 übernommen | Nicht gestartet, von New Skies als NSS-K-TV, NSS-6 übernommen, dann von Sinosat als Sinosat-1B bezeichnet, Übertragungskapazität von Intelsat als APR-3 zurück geleast, später von Hellas Sat als Hellas Sat 2 vor dem Start 2003 übernommen |

### Andere
| Satellit   | Startdatum (UTC)       | Trägerrakete | Startplatz                     | Position | Aktiv | Anmerkungen                                                     |
| ---------- | ---------------------- | ------------ | ------------------------------ | -------- | ----- | --------------------------------------------------------------- |
| Marisat-F2 | 14. Oktober 1976 00:09 | Delta 2914   | Cape Canaveral AFS, LC-17A     | 82,8° E  | nein  | Ausgemustert am 29. Oktober 2008, ex Inmarsat, Hughes, Lockheed |
| SBS-6      | 12. Oktober 1990 22:58 | Ariane 44L   | Centre Spatial Guyanais, ELA-2 | 89,3° W  | nein  | Ausgemustert im Februar 2009, ex Satellite Business Systems     |

## Geplante Satelliten
Letzte Aktualisierung: 12. September 2023
| Satellit            | Startdatum (UTC) | Trägerrakete | Startplatz                     | Anmerkungen                                      |
| ------------------- | ---------------- | ------------ | ------------------------------ | ------------------------------------------------ |
| Intelsat 41 (IS-41) | 2025 (geplant)   | Ariane 64    | Centre Spatial Guyanais, ELA-4 | Hersteller: Thales Alenia Space                  |
| Intelsat 42 (IS-42) | 2025 (geplant)   | noch unklar  | noch unklar                    | vollständig im Orbit umprogrammierbarer Satellit |
| Intelsat 43 (IS-43) | 2025 (geplant)   | noch unklar  | noch unklar                    | vollständig im Orbit umprogrammierbarer Satellit |
| Intelsat 44 (IS-44) | 2025 (geplant)   | Ariane 64    | Centre Spatial Guyanais, ELA-4 | Hersteller: Thales Alenia Space                  |
| Intelsat 45 (IS-45) | 2026 (geplant)   | Ariane 64    | Centre Spatial Guyanais, ELA-4 | Hersteller: SWISSto12                            |